# ASURO
ASURO ist ein frei in C programmierbarer Roboter, der vom Institut für Robotik und Mechatronik (am Deutschen Zentrum für Luft- und Raumfahrt) in Oberpfaffenhofen entwickelt wurde, und von der Firma Arexx Engineering vertrieben wird. ASURO ist das Akronym für Another Small and Unique Robot from Oberpfaffenhofen.

## Aufbau
Der ASURO ist ein Bausatz und besteht zum größten Teil aus handelsüblichen Elektronikbauteilen. Es liegt eine ausführliche Bauanleitung mit Schaltplan und Lötanleitung bei, die auch von einem Anfänger befolgt werden kann. Der Aufbau eines ASURO dauert ca. acht Stunden. Für geübte Personen ist der Aufbau auch in kürzerer Zeit möglich.

### Erforderliche Ausstattung
An Werkzeugen werden benötigt:
- Lötkolben, Lötzinn, Entlötlitze
- ggf. Metallsäge
- Zange
- Schleifpapier
- Sekundenkleber
- PC (Windows oder Linux) mit serieller (RS-232) Schnittstelle. Als Option kann auch ein USB-Adapter verwendet werden.

## Programmierung
Programmiert wird der ASURO in der Programmiersprache C. Ein passender Cross-Compiler und weitere nötige Tools für Linux und Windows werden auf einer CD mitgeliefert. Prinzipiell ist auch die Programmierung in jeder anderen Programmiersprache möglich, da der verwendete Atmel Mikrocontroller, ein ATmega8L, weit verbreitet ist. Ein Handbuch für die Programmiersprache ist ebenfalls auf der CD enthalten, sodass man eigentlich keine Grundkenntnisse im C-Programmieren benötigt.

## Features

### Sensorik
- 2 Lichtsensoren zur Linienverfolgung
- 6 Taster
- 2 Lichtschranken für die Odometrie

### Aktorik
- 2 in beliebiger Richtung und Geschwindigkeit ansteuerbare Motoren
- 4 Leuchtdioden zur Statusanzeige, davon eine zweifarbig (Rot, Grün, gemischt Gelb)

### Sonstiges
- Batteriehalter für 4 Batterien oder Akkus des Typs AAA (Micro)
- 8-Bit-Mikrocontroller ATmega8
- 8 kB Flash-Speicher, davon 1 kB bereits vom Bootloader belegt
- Eine Infrarot-Schnittstelle, mit der Daten vom und zum Personal Computer übertragen werden können. Diese Infrarot-Sende- und -Empfangsdioden-Einheit kann auch zur vertikalen (oder nach Umbau der Sensoren zur horizontalen) Abstandsmessung zweckentfremdet werden.

### Erweiterungen
Die Standardsensoren sind 6 Tastsensoren und 2 Lichtsensoren (mit LED). Diese können aber abmontiert und durch beinahe beliebige sonstige Erweiterungen in der Sensortechnik ersetzt werden. Bereits getestet wurden Temperatursensoren, Ultraschallsensoren, Schallsensoren und eine Kamera, die dem ASURO erlaubt, Lichtquellen zu folgen.
Die Ingenieure des DLR haben auch Experimente mit Magnetsensoren durchgeführt, was aber daran scheiterte, dass die Motoren zu viele magnetische Störsignale aussenden.

## Typische Aufgaben
- Einer Linie folgen
- Hindernissen ausweichen
- Figuren fahren

## Einsatz und Bedeutung
Der ASURO wurde ursprünglich für ein Experiment des DLR School Lab konzipiert, in dessen Rahmen eine Gruppe von normalerweise vier Schülern ihn zusammenlötet, programmiert und anschließend mit nach Hause nehmen darf.
Durch seinen großen Erfolg bei den Schülern und nach vielen Nachfragen ist er seit einiger Zeit auch im Handel erhältlich. Einen besonderen Platz unter den Heimrobotern nimmt er aufgrund seines niedrigen Preises (ca. 50 €/Stand 2012-11) ein. Damit gehört er zu den günstigsten frei programmierbaren Heimrobotern.

## Didaktische Bedeutung
Für die Gestaltung eines Unterrichtes bietet der ASURO verschiedene Variationsmöglichkeiten.
- Aus fachlicher Sicht ist sowohl das praktische Arbeiten durch den Zusammenbau der Platine für einen Technikunterricht oder Seminarkurse mit elektrotechnischem Schwerpunkt interessant, da hier die elektrotechnischen Grundlagen, also aktive und passive Grundschaltungen, thematisiert werden können.

- Ein weiterer handwerklicher Aspekt wäre, Holzkarosserien in Leichtbauweise zu entwerfen.

- Im Informatik-Unterricht können Grundlagen der Programmierung erlernt werden, unterstützt durch Planungs- und Strukturelemente wie Programmablaufplan (PAP) und Struktogramm.

- Zunächst einfache und komplexer werdende Programmieraufgaben ermöglichen eine differenzierte Heranführung an die Mikrocontrollerprogrammierung.

Sämtliche Arbeits- und Lernprozesse können in einem schülerorientierten, selbstgesteuerten Unterricht in Fachmodulen oder thematischen Epochen durchgeführt werden.